# 望郷 (NHK)
『終戦60年企画 ドキュメンタリードラマ「望郷」』（しゅうせんろくじゅうねんきかく ドキュメンタリードラマ「ぼうきょう」）は、NHK総合テレビで、2005年5月7日の21:00 - 22:30に『NHKスペシャル』で放送された、ドキュメンタリードラマ。第二次世界大戦後、ソ連のシベリア抑留中の捕虜収容所で出会い、友情を交わした日本人の元軍医・渡辺俊男とルーマニア人・アナトリエ・アールヒップが、56年ぶりに再会を果たすまでを、実話を基に描く。
2005年2月に北海道の稚内市で撮影が行われた。

## 出演
- 渡辺俊男：関口知宏
- アナトリエ：クリスチャン・ホパ
- 木川猛雄：笠原秀幸
- 海老原昭二：音尾琢真（TEAM NACS）
- 大佐：河内喜一朗
- 林洋平
- 水下きよし
- エレーナ・ヤンコーワ
- アレクサンドラ・グレーワツェワ
- アレクサンダー・プーフ
- カリーナ・ルキャネーツ
- ドミトリー・プーラフ
- ユーリ・Ｂ・ブーラフ（クレジットなし）
- コンラッド・ムシェク
- マンフレッド・ヴォーダーツ
- 夏沢ゆき
- 桑名勝正
- 山本四朗
- 花田司
- 古川三治
- 永田英美
- 山本大雲
- 渡辺俊男
- 天満敦子

## スタッフ
- 語り：仲代達矢
- 脚本・演出：岡崎栄
- ルーマニア・コーディネーター：オリビア・ベルヤアヌ
- ロシア・コーディネーター：ボリス・ドミトリエフ
- ドイツ語通訳：スリンネ・シュテファン、ハンス・ギュンター・クラスト
- 音響効果：久保光男
- 撮影：山口武久
- 技術：高樹太
- 照明：貫井聡一
- 音声：高木陽
- 映像技術：古越善之
- 編集：城島純一
- 美術：深井保夫
- 美術進行：初見光次
- プロデューサー：小松昌代
- 制作統括：大津山潮、岩谷可奈子
- 共同制作：NHKエンタープライズ
- 制作・著作：NHK